# 1. Frauenfußballclub Turbine Potsdam 71 2009-2010
Questa voce raccoglie le informazioni riguardanti la sezione di calcio femminile del 1. Frauenfußballclub Turbine Potsdam 71 nelle competizioni ufficiali della stagione 2009-2010.

## Maglie e sponsor
Il main sponsor era Zentrum für Aus- und Weiterbildung (Centro per la Formazione e l'Aggiornamento) con sede a Ludwigsfelde, presente sulle maglie con il marchio ZAL, quello tecnico, fornitore delle tenute da gioco, era Jako.
|  | Casa | Trasferta |

## Organigramma societario
Area amministrativa
- Presidente: Rolf Kutzmutz

Area tecnica
- Allenatore: Bernd Schröder
- Allenatore in seconda: Dirk Heinrichs
- Allenatore in seconda: Aferdita Podvorica
- Allenatore dei portieri: Dirk Heinrichs

## Rosa
Rosa, ruoli e numeri di maglia tratti dal sito della Federcalcio tedesca (DFB).
| N. |                     | Ruolo | Calciatrice           |
| -- | ------------------- | ----- | --------------------- |
| 1  | Germania (bandiera) | P     | Desirée Schumann      |
| 3  | Germania (bandiera) | C     | Monique Kerschowski   |
| 4  | Germania (bandiera) | D     | Babett Peter          |
| 6  | Germania (bandiera) | C     | Marie-Louise Bagehorn |
| 7  | Germania (bandiera) | C     | Isabel Kerschowski    |
| 8  | Germania (bandiera) | D     | Josephine Henning     |
| 9  | Germania (bandiera) | A     | Jessica Wich          |
| 10 | Germania (bandiera) | C     | Fatmire Bajramaj      |
| 11 | Norvegia (bandiera) | C     | Leni Kaurin           |
| 13 | Germania (bandiera) | D     | Laura Brosius         |
| 14 | Germania (bandiera) | D     | Jennifer Zietz        |
| 16 | Germania (bandiera) | C     | Viola Odebrecht       |

| N. |                     | Ruolo | Calciatrice            |
| -- | ------------------- | ----- | ---------------------- |
| 17 | Giappone (bandiera) | A     | Yūki Nagasato          |
| 18 | Germania (bandiera) | P     | Lena Hohlfeld          |
| 19 | Germania (bandiera) | D     | Corina Schröder        |
| 20 | Germania (bandiera) | D     | Bianca Schmidt         |
| 21 | Germania (bandiera) | C     | Tabea Kemme            |
| 22 | Germania (bandiera) | D     | Stefanie Draws         |
| 23 | Germania (bandiera) | C     | Nadine Keßler          |
| 24 | Germania (bandiera) | P     | Anna-Felicitas Sarholz |
| 31 | Germania (bandiera) | A     | Anja Mittag            |
| 33 | Germania (bandiera) | C     | Carolin Schiewe        |
|    | Germania (bandiera) | D     | Sandra Wiegand         |

## Calciomercato

### Sessione estiva
| Acquisti | Acquisti          | Acquisti                          | Acquisti                  |
| R.       | Nome              | da                                | Modalità                  |
| -------- | ----------------- | --------------------------------- | ------------------------- |
| P        | Lena Hohlfeld     | Wattenscheid 09                   | definitivo                |
| D        | Josephine Henning | Saarbrücken                       | definitivo                |
| D        | Corina Schröder   | 2001 Duisburg                     | definitivo                |
| D        | Sandra Wiegand    | Turbine Potsdam [Primavera B (F)] | aggregata dalle giovanili |
| C        | Fatmire Bajramaj  | 2001 Duisburg                     | definitivo                |
| C        | Nadine Keßler     | Saarbrücken                       | definitivo                |

| Cessioni | Cessioni           | Cessioni      | Cessioni   |
| R.       | Nome               | a             | Modalità   |
| -------- | ------------------ | ------------- | ---------- |
| P        | Gaëlle Thalmann    | Amburgo       | definitivo |
| D        | Monique Braun      | TeBe Berlino  | definitivo |
| D        | Christin Carl      | 1. FFV Erfurt | definitivo |
| C        | Franziska Hagemann | TeBe Berlino  | definitivo |
| C        | Essi Sainio        | AIK           | definitivo |

### Sessione invernale
| Acquisti | Acquisti      | Acquisti         | Acquisti   |
| R.       | Nome          | da               | Modalità   |
| -------- | ------------- | ---------------- | ---------- |
| A        | Yūki Nagasato | Nippon TV Beleza | definitivo |

| Cessioni | Cessioni           | Cessioni           | Cessioni   |
| R.       | Nome               | a                  | Modalità   |
| -------- | ------------------ | ------------------ | ---------- |
| C        | Leni Larsen Kaurin | 1. FFC Francoforte | definitivo |

## Risultati

### Frauen-Bundesliga

#### Girone di andata
| Arbitro: | Storch-Schäfer (Petersberg) |

|  |           |                              |
|  | Marcatori | 4’ Mittag 21’ Peter 31’ Wich |

| Arbitro: | Hussein (Bad Harzburg) |

|                                              |           |  |
| Bajramaj 27’, 38’ Mittag 46’ Keßler 61’, 75’ | Marcatori |  |

| Arbitro: | Baitinger (Friesenheim) |

|                              |           |                           |
| Rech 30’ Šimić 63’ Bürki 87’ | Marcatori | 65’, 75’ Zietz 82’ Kaurin |

| Arbitro: | Illing (Limbach-Oberfrohna) |

|                                                        |           |  |
| Bajramaj 9’, 69’ Mittag 12’, 30’, 62’ Zietz 60’ (rig.) | Marcatori |  |

| Arbitro: | Kunick (Lissa) |

|                     |           |                     |
| Maes 22’ Grings 83’ | Marcatori | 30’ Mittag 42’ Wich |

| Arbitro: | Pansch |

|                                                                                |           |  |
| Bajramaj 12’, 68’ Keßler 16’ Zietz 57’ (rig.) Mittag 64’ Wich 81’ Bagehorn 87’ | Marcatori |  |

| Arbitro: | Hussein (Bad Harzburg) |

|            |           |                                   |
| Añonma 11’ | Marcatori | 6’ Wich 31’, 61’ Peter 69’ Keßler |

| Arbitro: | Elsner (Duisburg) |

|                                |           |                     |
| Peter 4’ Keßler 43’ Mittag 70’ | Marcatori | 73’ (rig.) Brückner |

| Arbitro: | Dietz |

|                                       |           |                   |
| Mittag 54’, 67’, 77’ Zietz 57’ (rig.) | Marcatori | 79’ (rig.) Smisek |

| Arbitro: | Rafalski (Baunatal) |

|  |           |                                       |
|  | Marcatori | 15’, 74’ Bajramaj 57’ Wich 70’ Mittag |

| Arbitro: | Kurtes (Düsseldorf) |

|                        |           |  |
| Bajramaj 2’ Keßler 58’ | Marcatori |  |

#### Girone di ritorno
| Arbitro: | Jung |

|                                                 |           |          |
| Keßler 6’ Mittag 15’ Bajramaj 43’, 60’ Wich 65’ | Marcatori | 30’ Uwak |

| Arbitro: | Elsner (Duisburg) |

|  |           |                                |
|  | Marcatori | 25’, 67’ Zietz 36’, 47’ Keßler |

| Arbitro: | Storch-Schäfer (Petersberg) |

|                        |           |  |
| Keßler 9’ Bajramaj 31’ | Marcatori |  |

| Arbitro: | Wenkel (Wehrden) |

|              |           |                                                          |
| Zweigler 74’ | Marcatori | 4’ Schröder 17’ Nagasato 36’ Draws 65’ Zietz 82’ Schiewe |

| Arbitro: | Steinhaus-Webb (Langenhagen) |

|                     |           |              |
| Mittag 28’ Wich 45’ | Marcatori | 90’ Beckmann |

| Arbitro: | Storch-Schäfer (Petersberg) |

|             |           |                                                           |
| Freutel 10’ | Marcatori | 22’ Keßler 38’ Peter 43’ Mittag 50’ Bajramaj 85’ Nagasato |

| Arbitro: | Kunick (Lissa) |

|                                                                           |           |  |
| Mittag 41’, 71’ Bajramaj 50’ Odebrecht 57’ Nagasato 62’, 87’ Bagehorn 79’ | Marcatori |  |

| Arbitro: | Pansch |

|  |           |                                                                          |
|  | Marcatori | 10’ Bajramaj 12’, 32’ Wich 56’ (rig.) Zietz 73’ Nagasato 86’ Kerschowski |

| Arbitro: | Dietz |

|                             |           |              |
| Hingst 86’ Prinz 90’ (rig.) | Marcatori | 55’ Bajramaj |

| Arbitro: | Kurtes (Düsseldorf) |

|             |           |  |
| Schmidt 68’ | Marcatori |  |

| Arbitro: | Wolk (Worms) |

|            |           |                                       |
| Müller 70’ | Marcatori | 5’ Nagasato 77’ Peter 90’ Kerschowski |

### DFB-Pokal
| Arbitro: | Illing (Limbach-Oberfrohna) |

|                                                           |           |  |
| Kaurin 6’, 9’ Keßler 28’, 75’, 89’ Zietz 47’ Bagehorn 68’ | Marcatori |  |

| Arbitro: | Kuchmann-Nowak (Oberhausen) |

|                                                                       |           |  |
| Draws 1’ Zietz 6’, 29’ (rig.) Kaurin 10’ Bajramaj 16’, 38’ Keßler 19’ | Marcatori |  |

| Arbitro: | Steinhaus (Langenhagen) |

|                                          |           |  |
| Bajramaj 9’ Nadine Keßler 79’ Mittag 85’ | Marcatori |  |

| Arbitro: | Baitinger (Friesenheim) |

|              |           |  |
| Bresonik 62’ | Marcatori |  |

### UEFA Women's Champions League
| Arbitro: | Silvia Spinelli |

|              |           |                                                                                                  |
| Hietanen 89’ | Marcatori | 8’, 10’, 60’ Mittag 14’ (rig.) Zietz 16’ (aut.) Helenius 58’ Keßler 71’ Draws 90+3’ (aut.) Tervo |

| Arbitro: | Jenny Palmqvist |

|                                                                               |           |  |
| Mittag 10’, 79’, 90+2’ Zietz 17’ Bagehorn 40’ Odebrecht 52’ Bajramaj 64’, 71’ | Marcatori |  |

| Arbitro: | Tanja Schett |

|              |           |  |
| Bajramaj 17’ | Marcatori |  |

| Arbitro: | Kirsi Heikkinen |

|  |           |                                    |
|  | Marcatori | 6’, 88’ Keßler 65’ Wich 66’ Mittag |

| Arbitro: | Kateryna Monzul' |

|                                                      |           |  |
| Keßler 20’, 69’ Odebrecht 43’ Peter 49’ Nagasato 80’ | Marcatori |  |

| Arbitro: | Alexandra Ihringová |

|  |           |                                                    |
|  | Marcatori | 30’, 63’ Mittag 56’ Bajramaj 73’ Nagasato 82’ Wich |

| Arbitro: | Dagmar Damková |

|          |           |  |
| Maes 28’ | Marcatori |  |

| Arbitro: | Gyöngyi Gaál |

|                             |                      |                                   |
| Kemme 62’                   | Marcatori            |                                   |
| Zietz Mittag Peter Bajramaj | Tiri di rigore 3 – 1 | Grings Bresonik Wermelt Ioannidou |

| Arbitro: | Kirsi Heikkinen |

|                                                                      |                      |                                                                            |
| Franco Dickenmann Kaci Henry Herlovsen Renard Simone Bouhaddi Thomis | Tiri di rigore 6 – 7 | Zietz Peter Odebrecht Mittag Kerschowski Nagasato Bajramaj Sarholz Schmidt |

## Statistiche

### Statistiche di squadra
| Competizione         | Punti | In casa | In casa | In casa | In casa | In casa | In casa | In trasferta | In trasferta | In trasferta | In trasferta | In trasferta | In trasferta | Totale | Totale | Totale | Totale | Totale | Totale | DR   |
| Competizione         | Punti | G       | V       | N       | P       | Gf      | Gs      | G            | V            | N            | P            | Gf           | Gs           | G      | V      | N      | P      | Gf     | Gs     | DR   |
| -------------------- | ----- | ------- | ------- | ------- | ------- | ------- | ------- | ------------ | ------------ | ------------ | ------------ | ------------ | ------------ | ------ | ------ | ------ | ------ | ------ | ------ | ---- |
| Frauen Bundesliga    | 59    | 11      | 11      | 0       | 0       | 44      | 4       | 11           | 8            | 2            | 1            | 40           | 11           | 22     | 19     | 2      | 1      | 84     | 15     | +69  |
| DFB-Pokal der Frauen | -     | 3       | 3       | 0       | 0       | 17      | 0       | 1            | 0            | 0            | 1            | 0            | 1            | 4      | 3      | 0      | 1      | 17     | 1      | +16  |
| Champions League     | -     | 4       | 4       | 0       | 0       | 15      | 0       | 5            | 3            | 1            | 1            | 17           | 2            | 9      | 7      | 1      | 1      | 32     | 2      | +30  |
| Totale               | -     | 18      | 18      | 0       | 0       | 76      | 4       | 17           | 11           | 3            | 3            | 57           | 14           | 35     | 29     | 3      | 3      | 133    | 18     | +115 |

### Andamento in campionato
| Giornata  | 1 | 2 | 3 | 4 | 5 | 6 | 7 | 8 | 9 | 10 | 11 | 12 | 13 | 14 | 15 | 16 | 17 | 18 | 19 | 20 | 21 | 22 |
| --------- | - | - | - | - | - | - | - | - | - | -- | -- | -- | -- | -- | -- | -- | -- | -- | -- | -- | -- | -- |
| Luogo     | T | C | T | C | T | C | T | C | C | T  | C  | C  | T  | C  | T  | C  | T  | C  | T  | T  | C  | T  |
| Risultato | V | V | N | V | N | V | V | V | V | V  | V  | V  | V  | V  | V  | V  | V  | V  | V  | P  | V  | V  |
| Posizione | 2 | 1 | 4 | 3 | 4 | 3 | 2 | 2 | 1 | 1  | 1  | 1  | 1  | 1  | 1  | 1  | 1  | 1  | 1  | 1  | 1  | 1  |

Legenda:

Luogo: C = Casa; T = Trasferta. Risultato: V = Vittoria; N = Pareggio; P = Sconfitta.

### Statistiche delle giocatrici
| Giocatore      | Frauen-Bundesliga | Frauen-Bundesliga | Frauen-Bundesliga | Frauen-Bundesliga | DFB-Pokal der Frauen | DFB-Pokal der Frauen | DFB-Pokal der Frauen | DFB-Pokal der Frauen | Champions League | Champions League | Champions League | Champions League | Totale   | Totale | Totale      | Totale     |
| Giocatore      | Presenze          | Reti              | Ammonizioni       | Espulsioni        | Presenze             | Reti                 | Ammonizioni          | Espulsioni           | Presenze         | Reti             | Ammonizioni      | Espulsioni       | Presenze | Reti   | Ammonizioni | Espulsioni |
| -------------- | ----------------- | ----------------- | ----------------- | ----------------- | -------------------- | -------------------- | -------------------- | -------------------- | ---------------- | ---------------- | ---------------- | ---------------- | -------- | ------ | ----------- | ---------- |
| M-L. Bagehorn  | 9                 | 2                 | 0                 | 0                 | 2                    | 1                    | 0                    | 0                    | 2                | 1                | 0                | 0                | 13       | 4      | 0           | 0          |
| F. Bajramaj    | 20                | 16                | 3                 | 0                 | 3                    | 3                    | 1                    | 0                    | 9                | 4                | 0                | 0                | 32       | 23     | 4           | 0          |
| L. Brosius     | -                 | -                 | -                 | -                 | -                    | -                    | -                    | -                    | -                | -                | -                | -                | -        | -      | -           | -          |
| S. Draws       | 19                | 1                 | 1                 | 0                 | 4                    | 1                    | 0                    | 0                    | 7                | 1                | 0                | 0                | 30       | 3      | 1           | 0          |
| J. Henning     | 17                | 0                 | 1                 | 0                 | 4                    | 0                    | 0                    | 0                    | 8                | 0                | 0                | 0                | 29       | 0      | 1           | 0          |
| L. Hohlfeld    | -                 | -                 | -                 | -                 | -                    | -                    | -                    | -                    | -                | -                | -                | -                | -        | -      | -           | -          |
| L. Kaurin      | 8                 | 1                 | 0                 | 0                 | 3                    | 3                    | 0                    | 0                    | 3                | 0                | 0                | 0                | 14       | 4      | 0           | 0          |
| T. Kemme       | 14                | 0                 | 1                 | 0                 | 3                    | 0                    | 0                    | 0                    | 7                | 1                | 1                | 0                | 24       | 1      | 2           | 0          |
| I. Kerschowski | 5                 | 2                 | 0                 | 0                 | 1                    | 0                    | 0                    | 0                    | 5                | 0                | 0                | 0                | 11       | 2      | 0           | 0          |
| M. Kerschowski | 14                | 0                 | 1                 | 0                 | 2                    | 0                    | 0                    | 0                    | 1                | 0                | 0                | 0                | 17       | 0      | 1           | 0          |
| N. Keßler      | 19                | 11                | 0                 | 1                 | 4                    | 5                    | 0                    | 0                    | 7                | 5                | 0                | 0                | 30       | 21     | 0           | 1          |
| A. Mittag      | 21                | 17                | 1                 | 0                 | 3                    | 1                    | 0                    | 0                    | 2                | 1                | 0                | 0                | 26       | 19     | 1           | 0          |
| Y. Nagasato    | 10                | 12                | 1                 | 0                 | 1                    | 0                    | 0                    | 0                    | 5                | 2                | 0                | 0                | 16       | 14     | 1           | 0          |
| V. Odebrecht   | 17                | 1                 | 0                 | 0                 | 2                    | 0                    | 0                    | 0                    | 7                | 2                | 0                | 0                | 26       | 3      | 0           | 0          |
| B. Peter       | 22                | 6                 | 1                 | 0                 | 3                    | 0                    | 0                    | 0                    | 8                | 1                | 0                | 0                | 33       | 7      | 1           | 0          |
| A. Sarholz     | 8                 | -4                | 0                 | 0                 | 2                    | -1                   | 0                    | 0                    | 4                | -2               | 0                | 0                | 14       | -7     | 0           | 0          |
| C. Schiewe     | 2                 | 0                 | 0                 | 0                 | 2                    | 0                    | 0                    | 0                    | 1                | 0                | 0                | 0                | 5        | 0      | 0           | 0          |
| B. Schmidt     | 21                | 1                 | 2                 | 0                 | 4                    | 0                    | 0                    | 0                    | 9                | 0                | 0                | 0                | 34       | 1      | 2           | 0          |
| C. Schröder    | 13                | 1                 | 3                 | 0                 | 2                    | 0                    | 0                    | 0                    | 5                | 0                | 0                | 0                | 20       | 1      | 3           | 0          |
| D. Schumann    | 15                | -11               | 0                 | 0                 | 2                    | 0                    | 0                    | 0                    | 5                | 0                | 0                | 0                | 22       | -11    | 0           | 0          |
| J. Wich        | 21                | 9                 | 0                 | 0                 | 4                    | 0                    | 0                    | 0                    | 8                | 2                | 0                | 0                | 33       | 11     | 0           | 0          |
| S. Wiegand     | -                 | -                 | -                 | -                 | -                    | -                    | -                    | -                    | -                | -                | -                | -                | -        | -      | -           | -          |
| J. Zietz       | 20                | 9                 | 3                 | 0                 | 4                    | 3                    | 1                    | 0                    | 9                | 2                | 0                | 0                | 33       | 14     | 4           | 0          |